# Woodstock
 Ovo je glavno značenje pojma Woodstock. Za druga značenja pogledajte Woodstock (razdvojba).
Woodstock je naziv za koncert koji se dogodio 1969. godine i trajao 3 dana, a okupio je mnogobrojne hippyje.
Kolektivni izlet na farmu Maxa Yasgura (pedesetak kilometara udaljena od predviđenog Woodstocka; alternativna pozornica jer se prvobitna lokacija pokazala premalim mjestom za brojne sudionike). Neočekivani događaj cijele jedne generacije: od očekivanih 200-tinjak tisuća posjetitelja brojka je narasla na nevjerojatnih 450-500 tisuća, dok je još dvaput toliko ostalo na zakrčenim prilaznim putovima (50 kilometara u krugu je promet bio paraliziran). Organizator, 25-godišnji Michael Lang, možda je i mislio nešto zaraditi, no vidjevši koliko ljudi pristiže i kakve se sve poteškoće mogu proizvesti proglašava festival besplatnim iako je ulaznica na početku bila 8 dolara na dan.
Woodstock nije bio puki rock festival kakvih je tog ljeta bilo diljem Amerike: tamo se odlazilo iz uvjerenja i iz protesta. I to u velikom broju. Morala je reagirati i vojska osiguravajući prolaz znatiželjnima, ali i prijevoz sudionika helikopterima do bine, nužnu medicinsku pomoć te hranu i vodu. No, ukupno gledajući, strahu nije bilo mjesta, Woodstock naciji je jedino "prijetio" oblak dima marihuane brojnih sudionika te kiša. U tolikoj gomili bilo je sasvim jasno kako je sigurnost ugrožena: ondje je bilo nekoliko stotina tisuća ljudi, vjerojatno i cijeli milijun, tri dana glazbe, ljubavi, mira, a sve bez ijednog ozbiljnijeg incidenta. Nikad se ništa sličnog nije dogodilo u povijesti čovječanstva. Samo dvije osobe su umrle (jedno od predoziranja dok je nesretnog usnulog tinejdžera pregazio traktorist ne vidjevši da je ispod spavao u vreći za spavanje), ali su tijekom tri dana rođene tri bebe. Tu se dogodio vrhunac zanosa i prosvjeda cijele jedne generacije...
Posljednji je na binu izišao Jimi Hendrix. Bio je to četvrti dan slavlja - 18. kolovoz 1969., 8. 30 ujutro. Dva sata kasnije nadahnuto je odsvirao američku himnu pred (preostalih) 40. 000 najizdržljivijih: sve što se kasnije događalo ostalo je u velikoj sjeni Woodstocka... 